# Nitrosylazide
Nitrosylazide là một oxit nitơ không ổn định với công thức hóa học N4O.

## Phản ứng hoá học

### Điều chế
Nitrosylazit được điều chế cho natri azua tác dụng với nitrosyl chloride:
| +{\displaystyle \longrightarrow }+ |
| ---------------------------------- |

### Phân huỷ
Nitrosylazit có thể bị phân huỷ thành nitrơ oxit và nitơ ở nhiệt độ phòng:
| {\displaystyle {\ce {->}}}+ |
| --------------------------- |